# 高村雄太
高村 雄太（たかむら ゆうた）は、日本の男性アニメ演出家、アニメ監督。

## 参加作品

### テレビアニメ
2006年
- スパイダーライダーズ 〜オラクルの勇者たち〜（演出）

2007年
- エル・カザド（絵コンテ・演出）
- スパイダーライダーズ 〜よみがえる太陽〜（絵コンテ・演出）

2008年
- 今日からマ王! 第3章（絵コンテ）
- 純情ロマンチカ2（演出・原画）
- 地獄少女 三鼎（絵コンテ・演出）

2009年
- 07-GHOST（絵コンテ）
- うみねこのなく頃に（絵コンテ）
- 11eyes（絵コンテ・演出）
- けんぷファー（絵コンテ）

2010年
- 薄桜鬼（絵コンテ・演出）
- 薄桜鬼 碧血録（演出）

2011年
- ブレイド（演出）
- ちはやふる（演出）
- 世界一初恋（演出）
- 世界一初恋2（演出）
- 未来日記（演出）

2012年
- めだかボックス（演出）
- 新世界より（演出）
- イナズマイレブンGO クロノ・ストーン（演出）

2013年
- まおゆう魔王勇者（演出）
- ジョジョの奇妙な冒険（演出）
- ジュエルペット ハッピネス（演出）
- 超次元ゲイム ネプテューヌ THE ANIMATION（演出補佐）
- ぎんぎつね（演出）
- NARUTO -ナルト- SD ロック・リーの青春フルパワー忍伝（演出）

2014年
- 極黒のブリュンヒルデ（演出）
- デュエル・マスターズ VS（演出）
- ジョジョの奇妙な冒険 ジョジョの奇妙な冒険 スターダストクルセイダース（演出）
- 七つの大罪（演出）

2015年
- 魔法少女リリカルなのはViVid（演出）
- のんのんびより りぴーと（演出）
- 落第騎士の英雄譚（演出）

2016年
- ポケットモンスター XY&Z（演出）
- ジョジョの奇妙な冒険 ダイヤモンドは砕けない（チーフ演出・絵コンテ・演出）
- 美男高校地球防衛部LOVE!LOVE!（演出）
- モンスターハンター ストーリーズ RIDE ON（演出）

2017年
- チェインクロニクル 〜ヘクセイタスの閃〜（演出）
- 幼女戦記（演出）
- ちるらん にぶんの壱（演出・演出補佐）
- サクラダリセット（演出）
- CHAOS;CHILD（演出）
- 地獄少女 宵伽（演出）
- 異世界食堂（演出）
- 妹さえいればいい。（演出）
- Just Because!（演出）
- 刀剣乱舞-花丸-（絵コンテ・演出）

2018年
- あかねさす少女（演出）

2019年
- 消滅都市（演出）

2020年
- ネコぱら（演出）
- デカダンス（演出補佐）
- ド級編隊エグゼロス（絵コンテ・演出）

2021年
- 裏世界ピクニック（演出）
- SCARLET NEXUS（演出）
- 出会って5秒でバトル（OP演出・演出協力）

2022年
- 阿波連さんははかれない（演出）
- ユーレイデコ（演出）

2023年
- 老後に備えて異世界で8万枚の金貨を貯めます（演出）

2024年
- 魔都精兵のスレイブ（演出）
- 最凶の支援職【話術士】である俺は世界最強クランを従える（監督・絵コンテ・演出・ED絵コンテ・OPED演出）

2026年
- 転生したらドラゴンの卵だった（監督）

### 劇場アニメ
2016年
- planetarian 〜星の人〜（演出）

2018年
- 劇場版 七つの大罪 天空の囚われ人（演出）

2019年
- 劇場版 幼女戦記（演出）
- 劇場版 ダンジョンに出会いを求めるのは間違っているだろうか -オリオンの矢-（演出）

2022年
- 映画 ゆるキャン△（絵コンテ）

### OVA
2007年
- MURDER PRINCESS（絵コンテ）

2011年
- 薄桜鬼 雪華録（演出）